# 劉玉麟

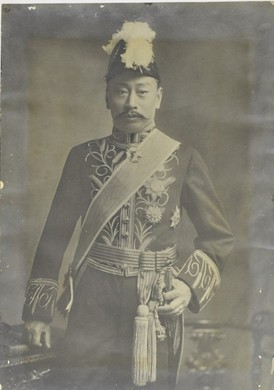
劉玉麟

劉玉麟（1862年—1942年），字葆林。廣東香山人，中國外交官。

## 生平
1875年，成為第四批留美幼童。1881年留美幼童被召回國，以後歷任清朝駐新加坡總領事官、駐南非洲總領事官。1910年任出使英國欽差大臣。中華民國成立後，改派為外交代表。1913年英國承認中華民國後，擔任中華民國駐英公使，直至1914年。回國後，任廣東省政府高等顧問、兩廣鹽運使等職。晚年移居澳門，期間曾任澳門政務會議官委華人代表，1942年在澳門逝世。葬於舊新洋墳場。

## 延伸阅读
[在维基数据编辑]
 《游美同學錄·劉玉麟》，出自《游美同學錄》